# MAG: Massive Action Game
MAG, eerder onder de naam MAG: Massive Action Game, is een multiplayer-only first-person shooter video game, ontwikkeld door Zipper Interactive voor de PlayStation 3. Het spel werd aangekondigd op de E3's persconferentie in 2008. Verschillende ondertitels werden overwogen voor de game, waaronder MAG: Shadow War, MAG: Zero, MAG: Global Assault en MAG: Final Hour. Het spel werd uitgebracht in Noord-Amerika op 26 januari 2010, in Europa op 29 januari en in Australië en Nieuw-Zeeland op 11 februari 2010.

## Gameplay
De game maakt gebruik van een nieuwe server om online gevechten te ondersteunen met maximaal 256 spelers, met gebruikers verdeeld in acht-speler squads, met vier teams die een peloton vormen, en vier pelotons vormen een compagnie. Elk team wordt geleid door een speler die heeft gevorderd door de rangschikking van de game-systeem. Karakter statistieken en ontwikkeling ook toenemen met frequente gameplay. De spelers toegewezen leidinggevende posities zijn in staat om gelijktijdig direct de strijd en rechtstreeks deelnemen in de strijd.